# Бучердеа Ваноаса (Алба)
Бучердеа Ваноаса (рум. Bucerdea Vânoasă) насеље је у Румунији у округу Алба у општини Игиу. Oпштина се налази на надморској висини од 325 m.

## Становништво
Према подацима из 2011. године у насељу је живело 1091 становника.